# American Falls from Above, American Side
 (juillet 2025).
Pour plus de détails, voir Fiche technique et Distribution.
American Falls from Above, American Side est un film américain muet et en noir et blanc de James H. White sorti en 1896.